# Масцезел
Масцезел (на латински: Mascezel или Masceldelo; † ок. 398, Милано) е знатен мавър и генерал в римската войска на Римската империя. Води война против брат си Гилдон и за него поетът Клавдий Клавдиан пише поемата „Гилдонова война“ („De Bello Gildonico“).
Произлиза от Африка и е син на Нубел, който e мавретански (берберски) княз, римски офицер и християнин. Брат е на Замак, Фирм (римски узурпатор 375 г. против Валентиниан I), в Северна Африка), Гилдон, Мазука, Дий и на сестра си Цира.
През 397 брат му Гилдон въстава против Рим и император Флавий Хонорий. Стилихон изпраща Масцезел с 5.000 галски ветерани в Северна Африка и бунтът е потушен през 398 г. Гилдон се самоубива.